# Hanguana bogneri
Hanguana bogneri là một loài thực vật có hoa trong họ Hanguanaceae. Loài này được Tillich & E.Sill mô tả khoa học đầu tiên năm 1999.